# Wer Sturm sät
Wer Sturm sät (Originaltitel Inherit the Wind) ist ein US-amerikanischer Spielfilm aus dem Jahr 1999, der für das Fernsehen gedreht wurde. Der Film basiert auf einem Theaterstück von Jerome Lawrence und Robert E. Lee. Dieses lehnt sich frei an das als so genannter Affenprozess bekannt gewordene Gerichtsverfahren an, das gegen den Lehrer John Thomas Scopes 1925 in Dayton (Tennessee) geführt wurde. Bereits 1960 war das Stück verfilmt worden und gilt als Klassiker des amerikanischen Kinos.

## Handlung
In der Kleinstadt Hillsboro in Tennessee wird im Jahr 1925 der junge Lehrer Bertram T. Cates festgenommen. Er hatte seinen Schüler die Evolutionstheorie von Charles Darwin gelehrt – ein Verstoß gegen geltendes Recht in Tennessee.
Religiöse christliche Fanatiker, angeführt von Reverend Jeremiah Brown, versuchen den Prozess zu einer Abrechnung mit der Evolutionstheorie zu machen, da diese im Widerspruch zu der biblischen Schöpfungsgeschichte steht.
Der Fundamentalist und frühere US-Außenminister Matthew Harrison Brady vertritt die Anklage gegen Cates. Er sieht in dem Kampf einen heiligen Krieg, da Kinder, die glaubten, sie würden von anderen Lebensformen (Bestien) abstammen, sich wie Tiere benehmen werden würden. Als er vor einer wütenden Menge eine flammende Rede hält, wagt es die Tochter Browns, ihm zu widersprechen, die daraufhin ausgebuht wird.
Der Reporter E. K. Hornbeck vom „Baltimore Herald“ reist an und berichtet vom Prozess. Der Verteidiger Henry Drummond wird für Cates engagiert. Brady freut sich auf die Auseinandersetzung mit dem angesehenen Rechtsanwalt, denn St. Georg hätte ja auch einen Drachen (dragon) erlegt und keine Libelle (dragonfly) besiegt.
Zuhause angekommen, sagt Browns Tochter, dass sie Cates liebe, was zu einer dramatischen Auseinandersetzung mit ihrem fanatischen und intoleranten Vater führt.
Kurz vor Prozessbeginn hat sich die Kleinstadt in einen Rummelplatz verwandelt. Der Prozess zieht nationale Aufmerksamkeit auf sich. Drummond wird von einigen Hinterwäldlern offen angefeindet.
Drummond und Brady kennen sich von früher. Die Männer waren früher befreundet. Beide haben Respekt voreinander und begrüßen sich vor dem Prozess.
Als der Prozess beginnt, sieht sich Drummond der Feindseligkeit des gesamten Gerichtssaals ausgesetzt, kämpft jedoch wie ein Löwe für seinen Mandanten und den Säkularismus.
Nach dem ersten Verhandlungstag fragt Drummond, ob Cates den Prozess wirklich durchstehen wolle.
Abends hält Brown eine fanatische Predigt, die darin gipfelt, dass er Cates und seiner Tochter den Tod wünscht.
Der Prozess gerät zur Farce: Das Gericht lehnt alle Zeugen-Wissenschaftler ab, die Drummond
in den Gerichtsstand rufen will. Drummond beschimpft daraufhin den Richter und die ganze Gemeinde. Er prophezeit den USA, dass sie wieder in Richtung Inquisition marschiere.
Nach dem Prozess steht ein Lynchmob vor Cates‘ Gefängniszelle und wirft einen Stein in seine Zelle. Außerdem wird eine Cates-Puppe verbrannt.
Drummond kämpft weiter und ruft Brady in den Zeugenstand. Dort zeigt er absurde Widersprüche in der Bibel auf und macht Brady lächerlich. Langsam kann Drummond die Öffentlichkeit im Gerichtssaal auf seine Seite ziehen.
Drummond kämpft für das Recht der Menschen selbstständig zu denken.
Nach diesem Prozesstag ist Brady angeschlagen und bricht in Tränen aus. Die Zeitungen berichten landesweit über den Prozess und die Menschen aus Hillsboro werden dort als zurückgebliebene Hinterwäldler dargestellt. Die Lokalpolitik fängt an, sich Sorgen zu machen. Browns Tochter verlässt ihren Vater.
Die Jury befindet Cates schließlich für schuldig. Er wird zu einer Geldstrafe von nur 100 US-Dollar verurteilt. Brady ist empört über die geringe Strafe und Drummond kündigt an, Berufung einzulegen.
Brady beginnt eine pathetische religiöse Predigt, aber niemand will ihm mehr zuhören. Dann beginnt er wirr zu sprechen und hält sich für den US-Präsidenten. Danach bricht er zusammen und stirbt kurz darauf. Cates macht sich darüber Sorgen, weiter in dieser Stadt leben zu müssen.
Der Journalist Hornbeck macht Witze über Brady, Cates hat jedoch Respekt für den Toten.
Hornbeck und Drummond streiten sich über das Lebenswerk und Religion. Beide gehen
auseinander, ohne der gleichen Meinung zu sein, haben jedoch Respekt für die Ideen des anderen.

## Produktion
George C. Scott spielte Brady. In der 1996er Broadwayversion spielte er Drummond.
Bereits zwei Jahre zuvor hatten Jack Lemmon und George C. Scott in der Neuverfilmung des Gerichtsfilmklassikers Die zwölf Geschworenen die beiden Hauptrollen gespielt. Es war der letzte Film von George C. Scott.

## Auszeichnungen
Golden Globe
- 2000: Bester Hauptdarsteller – Mini-Serie oder TV-Film – Jack Lemmon

American Cinema Foundation
- 2000: Nominiert: E Pluribus Unum Award, Television MovieFernsehfilm

Directors Guild of America
- Nominiert: DGA Award, Outstanding Directorial Achievement in Movies for Television, Daniel Petrie

Emmy Awards
- 1999: Nominiert: Bester Hauptdarsteller in einer Miniserie oder einem Fernsehfilm – Jack Lemmon
- 1999: Nominiert: Bester Nebendarsteller in einer Miniserie oder einem Fernsehfilm – Beau Bridges

Screen Actors Guild Awards
- 2000: Nominiert: Bester Hauptdarsteller in einer Miniserie oder einem Fernsehfilm – George C. Scott

## Kritik
In der Zeitschrift Variety wurde kritisiert, dass der Film die Charaktere nicht genug entwickele.